# Onna-bugeisha

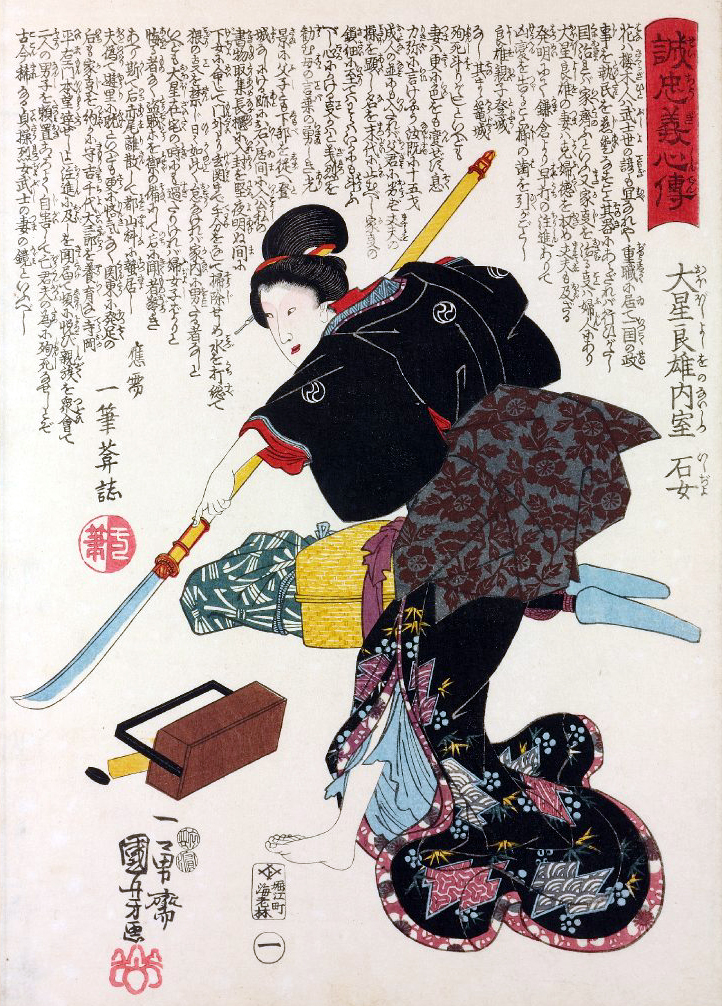
Une onna-bugeisha armée d'une naginata, l'arme de prédilection de ces femmes combattantes. Peinture de Kuniyoshi Utagawa.

Dans le Japon médiéval, une onna-bugeisha (女武芸者) est une femme combattante issue de la haute société.
De nombreuses épouses, veuves, filles et rebelles répondaient à l'appel du devoir en s'engageant dans la bataille, généralement aux côtés de samouraïs. Elles étaient membres de la classe bushi et étaient formées aux armes dans le but de protéger leur maison, leur famille et leur honneur en temps de guerre. Elles contrastaient avec le rôle traditionnel d'« épouses au foyer » des femmes japonaises. Elles sont parfois considérées comme des samouraïs-femmes bien que ce terme ne soit en fait pas exact. Les onna-bugeisha étaient des personnes très importantes de la société. Des personnages mythiques comme l'impératrice Jingū, Tomoe Gozen, Nakano Takeko, ou Hōjō Masako étaient des onna-bugeisha qui eurent un impact significatif dans l'histoire japonaise.

## Histoire

### Premières apparitions
Bien avant l'émergence de la classe des samouraïs, les guerriers japonais étaient formés au maniement de l'épée et de la lance. Les femmes apprenaient à utiliser la naginata (lance), le kaiken (poignard), et l'art du tantōjutsu (en) (art du combat avec un couteau courbé nommé tantō) dans la bataille. Ces entraînements assuraient la protection de communautés qui manquaient de combattants masculins. L'une de ces femmes, qui deviendra plus tard l'impératrice Jingū (169-269), utilisa son habileté pour provoquer un changement économique et social de la société. Elle sera plus tard reconnue comme l’onna-bugeisha qui mena une invasion de la Corée vers l'an 200 après que son mari l'empereur Chūai, le quatorzième empereur du Japon, fut tué au combat. Selon la légende, elle conquit miraculeusement la Corée sans verser une goutte de sang. Malgré des controverses sur son existence réelle et ses exploits, elle est l'exemple même de l'onna-bugeisha. Des années après sa mort, les structures socio-économiques qu'elle avait instillées étaient devenues un modèle pour la société japonaise. En 1881, l'impératrice Jingū devint la première femme à être représentée sur un billet de banque japonais. Conçue pour empêcher les contrefaçons, son image était imprimée sur du papier rectangulaire.

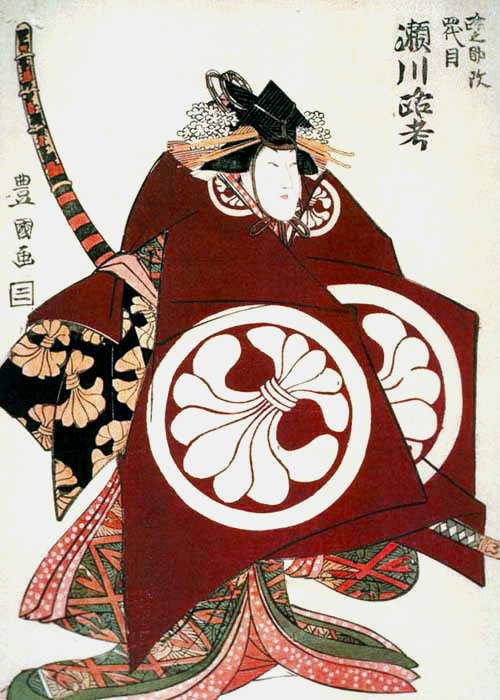
Tomoe Gozen

Durant l'époque de Heian et l'époque de Kamakura, les femmes présentes sur les champs de bataille étaient des exceptions plutôt que la règle. Les idéaux japonais de féminité prédisposaient la plupart des femmes à un état de faiblesse sans aucun rôle guerrier. Certaines femmes combattantes sont tout de même apparues et quelques-unes ont même fondé leur propre clan.

### Époque de Kamakura
La guerre de Genpei (1180–1185) opposa les Taira aux Minamoto, deux puissants et importants clans japonais de la fin de l'époque Heian. C'est à cette époque que le Heike Monogatari est écrit et dans lequel sont contés les exploits de courageux et dévoués samouraïs. Parmi ceux-ci se trouve une femme nommée Tomoe Gozen, épouse de Minamoto no Yoshinaka du clan Minamoto. Elle aida son mari à se défendre contre les armées de son cousin, Minamoto no Yoritomo. Durant la bataille d'Awazu le 21 février 1184, Gozen fonça sur les forces ennemies, se précipita sur le plus fort guerrier, le désarçonna, le frappa de son épée, et lui coupa la tête. Dans le Heike Monogatari, Gozen est décrite comme étant « particulièrement belle, avec une peau blanche, de longs cheveux, et un charme exceptionnel. Elle était aussi une remarquable archère et, en tant qu'épéiste, elle valait une centaine d'hommes, prête à affronter un démon ou un dieu, à cheval ou à pied. Elle dressait des chevaux intrépides et descendait facilement des vallons périlleux. Chaque fois qu'une bataille était imminente, Yoshinaka la nommait premier capitaine, l'équipait d'une forte armure, d'une très grande épée, et d'un arc puissant, et elle se montrait plus brave que n'importe quel autre guerrier ».
Bien qu'il ne soit pas prouvé qu'elle ait réellement existé, Gozen eut un grand impact sur la classe des guerriers, surtout sur les nombreuses écoles de naginata traditionnelles. Ses exploits guerriers sont repris dans les arts comme dans la pièce Tomoe no Monogatari et dans diverses peintures ukiyo. Au fil des époques, l'influence des onna-bugeisha se transféra de la peinture à la politique.
Lorsque la légitimité des Heike fut contestée dans les provinces de l'ouest du Japon, le shogunat de Kamakura (1185–1333) fut rapidement placé sous la direction de Minamoto no Yoritomo. Après son abdication, sa femme, Hōjō Masako, devint la première onna-bugeisha importante en politique – durant les premières années de la régence Hōjō. Masako devint nonne bouddhiste, le destin traditionnel de veuves de samouraï, et fut connue sous le surnom de « Général en habit de nonne ». Elle harcela la classe des samouraïs afin que son fils, Minamoto no Yoriie, devienne le shikken (régent) du Hōjō à Kamakura.
Grâce aux efforts de Masako et de quelques marionnettes politiques, les lois gouvernant la cour du shogun au début du XIIIe siècle accordaient aux femmes des droits égaux en matière d'héritage face à leurs frères. Même si le rôle premier des femmes dans l'ancien Japon était de s'occuper de la famille et du mari, elles acquirent un statut plus élevé dans le ménage. Ces lois autorisaient également la femme japonaise à contrôler les finances, à léguer ses biens, à employer des serviteurs, et à élever ses enfants dans les règles samouraïs. Plus important encore, les femmes japonaises étaient également autorisées à défendre leur maison en temps de guerre.

### À partir de l'époque d'Edo
Du fait de l'influence de la philosophie néo-confucéenne et du marché du mariage durant l'époque d'Edo (1600–1868), le statut de l'onna-bugeisha diminua significativement. Sa fonction ne se limita plus qu'à apporter de l'aide à son mari. Puisque le Japon était en paix, les samouraïs devinrent des bureaucrates. Les femmes, en particulier les filles de la haute société, n'étaient plus que des pions dans les rêves de succès et de puissance des hommes. Les idéaux sulfureux du dévouement intrépide et de l'abnégation furent progressivement remplacés par une obéissance silencieuse, passive et civile.
Les voyages durant l'époque d'Edo étaient éprouvants pour de nombreuses femmes combattantes à cause des lourdes restrictions gouvernementales. Elles étaient toujours accompagnées d'un homme, car elles n'étaient plus autorisées à voyager par elles-mêmes. De plus, elles devaient obtenir des autorisations en expliquant leurs motifs et devaient passer par de nombreux points de contrôle.
L'entrée au XVIIe siècle marque une importante transformation dans l'acceptation sociale des femmes au Japon. Beaucoup de samouraïs considéraient que les femmes n'étaient bonnes qu'à donner des enfants, le concept de la femme compagnon de bataille était depuis longtemps révolu. La relation entre le mari et l'épouse ressemblait à celle entre un seigneur et un vassal. « Les époux et les épouses ne dormaient même plus ensemble. Le mari allait retrouver sa femme pour faire l'amour et retournait après dans sa chambre ». Malgré la faible considération accordée aux femmes, on attendait d'elles qu'elles se montrent nobles face à la mort lorsqu'il s'agissait de défendre l'honneur de leur mari. Le soutien d'une femme pour l'amour de son mari était un thème récurrent et bien vu dans la culture japonaise. En plus de ce suicide (junshi), la renonciation était également une qualité impérative chez la femme japonaise jusqu'au début du XXe siècle.
En 1868, durant la bataille d'Aizu pendant la guerre de Boshin, Nakano Takeko, membre du clan d'Aizu, devint la commandante d'une unité entièrement féminine qui combattit contre l'assaut de 20 000 soldats de l'armée impériale japonaise du domaine d'Ōgaki. Maîtrisant parfaitement la naginata, Takeko et son unité d'une vingtaine de membres rejoignit 3 000 autres samouraïs d'Aizu dans la bataille. Le Hōkai-ji dans la préfecture de Fukushima contient un monument érigé en leur honneur.

## Armes
La naginata est une longue lance ou plutôt une arme d'hast dotée d'une lame courbée à son sommet. Du fait de sa polyvalence et des conventions, beaucoup de femmes s'initièrent à cette arme. Sa longueur offre de grandes possibilités d'attaques à distance. Cette arme était aussi très efficace contre les maraudeurs qui attaquaient souvent à cheval. L'arc et les flèches étaient également utilisés du fait de la possibilité d'attaquer à distance. De plus, la naginata se montrait très efficace dans le combat proche. Une femme entraînée et armée d'une naginata pouvait garder à distance la plupart de ses adversaires. Durant ces situations, la force, le poids, ou l'épée ne comptaient plus. Parce qu'elle est utilisée par de nombreuses femmes légendaires, la naginata est devenue un symbole de la femme guerrière. Durant l'époque d'Edo, de nombreuses écoles de naginata furent créées à destination des femmes.